# Койнеков, Джума Койнекович
Джума Койнекович Койнеков (1920, Закаспийская область, Туркестанская АССР, РСФСР — неизвестно) — советский туркменский хозяйственный, государственный и партийный деятель.

## Биография
Родился в 1920 году в Закаспийской области. Член КПСС с 1941 года.
С 1941 года — на хозяйственной, общественной и политической работе. В 1941—1970 гг. — учитель, директор неполной средней школы, помощник начальника политотдела МТС, инструктор райкома партии, первый секретарь обкома комсомола, ответственный работник ЦК КП Туркменистана, первый секретарь Чарджоуского областного комитета КП Туркменистана, первый секретарь Марыйского обкома КП Туркменистана, заместитель министра охраны общественного порядка Туркменской ССР.
Избирался депутатом Верховного Совета СССР 5-го созыва.
Умер после 1982 года.

## Награды
- Орден Ленина (1957)
- Орден Знак Почёта (1948, 1965)